# Problemy (czasopismo)
Problemy – miesięcznik wydawany w latach 1945–1993, poświęcony popularyzacji różnych dziedzin wiedzy, skupiające wśród pracowników etatowych i współpracowników oraz w zespole autorskim wybitnych dziennikarzy, popularyzatorów nauki oraz literatów (m.in. Julian Tuwim, Hugo Steinhaus). W czasopiśmie zamieszczano również utwory literackie z gatunku science fiction.

## Historia
Pierwszy numer 1/1945 został wydany w listopadzie 1945. Pierwszym wydawcą była Spółdzielnia Wydawnicza „Czytelnik”. W 1956 roku nakład „Problemów” przekroczył 100 tysięcy. W okresie największej popularności miesięcznika jego nakład osiągnął 130 tysięcy. Ostatni podwójny numer 4/5 (kwiecień/maj) ukazał się w 1993.

## Redaktorzy naczelni
- Tadeusz Unkiewicz (1945–1959)
- Józef Hurwic (1959–1969) do numeru 5/1969
- Włodzimierz Kinastowski numery 6/1969 – 10/1970
- Ryszard Doński numery 11/1970 – 4/1973
- Alicja Tejchma numery 6/1973 – 9/1984
- Hanna Dobrowolska numery 11/1984 – 4/5/1993 (ostatni)

## Nagrody „Problemów”
W 1960 redakcja postanowiła uczcić piętnastolecie pisma poprzez ustanowienie raz w roku trzech równorzędnych nagród za popularyzację nauk matematyczno-przyrodniczych i techniki. Nagroda „Problemów” była nagrodą pieniężną i jej wysokość stanowiła równowartość Nagrody Państwowej. Wpływ na jej przyznanie mieli wyłącznie redaktorzy pisma.
Lista laureatów:
- 1960 – Leopold Infeld (fizyka), Hugo Steinhaus (matematyka), Władysław Szafer (botanika);
- 1961 – Arkadiusz Piekara (fizyka), Wacław Sierpiński (matematyka), Andrzej Kajetan Wróblewski (astronomia, fizyka);
- 1962 – Kazimierz Maślankiewicz (geologia), Eugeniusz Rybka (astronomia), Bolesław Skarżyński (biochemia);
- 1963 – Alina i Czesław Centkiewiczowie (literatura), Bronisław Filipowicz (biochemia), Włodzimierz Michajłow (biologia);
- 1964 – Jan Gadomski (astronomia), Janusz Lech Jakubowski (elektrotechnika), Jerzy Rayski (fizyka);
- 1965 – Henryk Greniewski (matematyka), Ignacy Malecki (akustyka), Jadwiga Wernerowa (zoologia);
- 1966 – Walery Goetel (geologia), Zofia Kielan-Jaworowska (paleontologia), Włodzimierz Zonn (astronomia);
- 1967 – Jerzy Pniewski (fizyka), Stefan Sękowski (chemia), Jan Sokołowski (biologia)
- 1968 – Alicja Dorabialska (chemia fizyczna), Stanisław Lem (literatura), Szczepan Aleksander Pieniążek (sadownictwo);
- 1969 – Kazimierz Demel (oceanologia i biologia mórz), Konstanty Grzybowski (nauki historyczne i polityczne), Jan Żabiński (biologia i zoologia)[5];
- 1979 – Czesław Madajczyk (historia)[6];
- 1984 – Jan Baszkiewicz (historia), Józef Bogusz (medycyna), Jan Mergentaler (astronomia)[7];
- 1985 – Władysław Kopaliński (językoznawstwo, kultura), Mieczysław Subotowicz (astronautyka), Adam Urbanek (biologia)[8];
- 1986 – Wacław Gajewski (biologia), Aleksander Gieysztor (historia), Andrzej Kajetan Wróblewski (fizyka)[9];
- 1987 – Aniela Makarewicz (biologia), Bolesław Orłowski (historia polskiej techniki), Zuzanna Stromenger (biologia)[10];
- 1988 – Michał Heller (wiedza o Wszechświecie[11], Bronisław Cymborowski (biologia), Mieczysław Wasilewski (popularyzatorska działalność „Problemów”)[12];
- 1989 – Władysław Kunicki-Goldfinger (biologia), Andrzej Zahorski (historia), Bogusław Żernicki (fizjologiczne podstawy funkcjonowania mózgu)[13];
- 1991 – Wiesław Jędrzejczak (medycyna)[14]

## Biblioteka „Problemów”(seria wydawnicza)[15]
Redakcja czasopisma we współpracy z Państwowym Wydawnictwem Naukowym zainicjowała serię wydawniczą książek popularnonaukowych, których treść miała wypełnić lukę pomiędzy publikacjami czysto naukowymi i publikacjami na poziomie bardzo podstawowym. Seria pod nazwą Biblioteka „Problemów” miała jednolitą szatę graficzną, płócienną oprawę i obwolutę. Kolejne tomy serii były numerowane. Pierwszą pozycją serii, wydaną w 1956, było tłumaczenie z rosyjskiego pracy Piotra Kulikowskiego Poradnik miłośnika astronomii. Do 1969 udało się utrzymać jednolitą szatę graficzną i zachować wysoką jakość edytorską. Wydano w tym okresie ok. 130 pozycji.
Po 1968, w związku ze zmianami politycznymi, które odbiły się głęboko na życiu naukowym, intelektualnym a także wydawniczym nastąpiła zmiana kierownictwa PWN,   a seria wydawnicza Biblioteka „Problemów” została odebrana redakcji czasopisma. Jednak kolejne tomy ukazywały się nadal pod nazwą Biblioteka problemów lecz bez cudzysłowu w nazwie. Oprawa płócienna została zastąpiona kartonową. W kolejnych latach seria straciła też osobną obwolutę. Ostatni tom (160) w starej szacie graficznej ukazał się w 1971.
Obwolutę serii pod nazwą Biblioteka „Problemów” zaprojektował Teodor Klonowski. Po przejęciu serii przez PWN nadano jej nową formę graficzną, którą zaprojektował Jacek Neugebauer.